# Каес
Кай,  (фр. Kayes [ka'j], бам. Kayi, сон. Xaayi) — город на крайнем западе Мали.

## История
В 1892—1899 годах Кай был главным городом колонии Французский Судан (в 1899 году столица была перенесена в Бамако). Кай был конечным пунктом судоходства по реке Сенегал. В годы Второй мировой войны в Кай был перевезён и здесь хранился золотой запас Французского банка.

## География
Расположен надалеко от границы с Сенегалом, на реке Сенегал, примерно в 420 км к северо-западу от столицы страны, города Бамако, на высоте 46 м над уровнем моря. В 15 км от города на Сенегале находится водопад Фелу, на котором построена ГЭС.
Является административным центром области Кай.
Кай — железнодорожная станция на проложенной французами в 1880-х годах линии «Дакар — Нигер». Имеется международный аэропорт.

## Климат
| Показатель                    | Янв. | Фев. | Март | Апр. | Май  | Июнь | Июль  | Авг.  | Сен.  | Окт. | Нояб. | Дек. | Год   |
| ----------------------------- | ---- | ---- | ---- | ---- | ---- | ---- | ----- | ----- | ----- | ---- | ----- | ---- | ----- |
| Средний суточный максимум, °C | 33,6 | 36,6 | 39,4 | 41,7 | 41,9 | 38,2 | 33,6  | 32,0  | 33,1  | 36,1 | 36,7  | 33,5 | 36,3  |
| Средняя температура, °C       | 25,3 | 27,9 | 30,8 | 33,6 | 35,2 | 32,4 | 28,9  | 27,6  | 28,2  | 29,5 | 28,4  | 25,3 | 29,4  |
| Средний суточный минимум, °C  | 16,9 | 19,3 | 22,2 | 25,5 | 28,4 | 26,6 | 24,2  | 23,3  | 23,2  | 23,0 | 20,0  | 17,2 | 22,5  |
| Норма осадков, мм             | 0,0  | 0,4  | 0,1  | 0,6  | 12,0 | 82,6 | 155,2 | 215,9 | 140,9 | 41,2 | 2,7   | 1,1  | 652,7 |
| Источник:                     |      |      |      |      |      |      |       |       |       |      |       |      |       |

## Население
По данным на 2013 год численность населения города составляла 153 222 человека.
Динамика численности населения города по годам:
| 1976   | 1987   | 1998   | 2013    |
| ------ | ------ | ------ | ------- |
| 44 736 | 50 993 | 78 406 | 153 222 |